# Летние Олимпийские игры 2036
Летние Олимпийские игры 2036 (англ. 2036 Summer Olympics, итал. Olimpiadi Estive 2036, официальное название XXXVI летние Олимпийские игры) — 36-е по счёту летние Олимпийские игры. 20 октября 2022 года генеральный директор МОК Кристоф де Кеппер объявил о том, что ведутся переговоры с 10 национальными олимпийскими комитетами о возможности проведения Игр.

## Процесс подачи заявок
На 134-й Ассамблее МОК в Лозанне 24 июня 2019 года был принят новый порядок подачи заявок. Ключевыми моментами являются:
- формирование устойчивого интереса к проведению олимпийских мероприятий среди городов/регионов/стран и национальных олимпийских комитетов (НОК);
- создание двух так называемых комиссий будущих хозяев, по одной для летних и зимних Игр, для мониторинга интереса к проведению Олимпийских игр.

## Заявки

### Стамбул
Мэр города Стамбул Экрем Имамоглу объявил о подаче заявки от своего города 14 июля 2021 года. 3 апреля 2023 года состоялась встреча президента Турции Реджепа Тайипа Эрдогана, министра спорта и молодежи Мехмета Касапоглу и президента МОК Томаса Баха. Содержанием беседы была возможная заявка Турции на проведение Игр. 6 октября 2023 года Имамоглу объявил, что по согласованию с правительством и Олимпийским комитетом будет официально завершена подготовка заявки.

### Мексика
12 октября 2018 года тогдашний президент Олимпийского комитета Мексики Карлос Падилья в интервью заявил, что города Гвадалахара, Мехико, Тихуана и Монтеррей будут рассматриваться в качестве кандидатов на проведение Игр 2036 года. Глава Министерства иностранных дел Марсело Эбрард в социальных сетях упомянул, что Мексика будет претендовать на проведение Олимпийских игр 2036 или 2040 года. Официальная заявка была подана 27 октября 2022 года. 25 марта 2023 года министр иностранных дел Мексики Марсело Эбрард и президент Олимпийского комитета Мексики Мария Хосе Алькала вручили официальное письмо о намерениях президенту МОК Томасу Баху.

### Индонезия
1 июля 2021 года председатель Олимпийского комитета Индонезии объявил, что страна подаёт заявку на Игры 2036 года после провала заявки на Игры 2032 года. 16 ноября президент Индонезии Джоко Видодо подтвердил, что заявка будет подана со строящейся столицей Нусантара.

### Варшава
В июле 2023 года министр спорта Польши Камиль Бортничук заявил в интервью, что Польша рассматривает возможность подачи заявки на проведение летних Олимпийских игр 2036 года или одной из двух последующих Олимпиад. 27 сентября 2023 года президент Анджей Дуда официально объявил о подаче заявки. Варшава впервые будет претендовать на проведение летних Олимпийских игр. Ранее она безуспешно претендовала на проведение зимних Игр 2006 (совместно с Закопане) и 2022 (совместно с Краковом).

## Возможные кандидаты

### Африка

#### Новая столица Египта
Египет хочет подать заявку на проведение летних Игр со своей Новой столицей, которая строится с 2015 г. и пока не имеет названия. Это будет первый случай проведения Олимпийских игр на африканском континенте. Соответствующие планы были представлены министром спорта Ашрафом Собхи телеканалу Sky News Arabia. Так, в городе строится Международный олимпийский город, объекты которого могут быть использованы для проведения мероприятия.

### Европа

#### Германия
В 2019 г. тогдашний сенатор по внутренним делам и спорту Андреас Гайзель (СДПГ) предложил провести летние Олимпийские игры 2036 г. в Берлине. Уже 100 лет назад столица Германской империи принимала летние Олимпийские игры 1936. Возможная заявка на проведение Игр, а также летних Паралимпийских игр 2036 г. рассматривается Федеральным министерством внутренних дел, отвечающим за спорт в Германии. 4 апреля 2023 года стало известно, что коалиционное соглашение сенатора Вегнера, который вступил в должность 27 апреля, предусматривает, что Берлин будет доступен в качестве места проведения в 2036 или 2040 гг. в случае немецкой заявки. Также рассматривается возможность совместного проведения Игр и летних Паралимпийских игр 2036 года. Возможно также совместное проведение Игр с израильским городом Тель-Авив.
После того как попытка провести летние Олимпийские игры 2032 года в Рейнско-Рурском регионе провалилась, в настоящее время рассматривается возможность проведения летних Олимпийских и Паралимпийских игр в 2036 или 2040 году в Рейнско-Рурском регионе. Поощрение за повторную попытку поступило, в частности, от МОК. Заявка на проведение Олимпиады 2032 года получила поддержку правительства земли Северный Рейн-Вестфалия и муниципалитетов. Это Аахен, Бохум, Бонн, Брюль, Дортмунд, Дуйсбург, Дюссельдорф, Эссен, Гельзенкирхен, Кельн, Крефельд, Леверкузен, Менхенгладбах, Оберхаузен и Реклингхаузен, а также Киль в Шлезвиг-Гольштейне.

#### Италия
В июле 2021 года мэры Флоренции и Болоньи Дарио Нарделла и Вирджинио Мерола, соответственно, а также губернаторы провинций Тоскана и Эмилия-Романья Эудженио Джани и Стефано Боначчини, соответственно, выразили заинтересованность в проведении летних Олимпийских игр 2036 года.
В июле 2022 г. городской совет Турина принял решение направить запрос о финансовой поддержке региональному правительству Пьемонта, а также правительству Италии в отношении заявки города на проведение летних Игр 2036 г. Турин уже принимал зимние Олимпийские игры 2006 г.

#### Копенгаген
В апреле 2022 г. датский политик Миа Ньегаард предложила провести Игры в столице Дании Копенгагене. Основой для этого должен был стать долгосрочный план устойчивого развития города, а также низкий бюджет. Таким образом, Дания впервые будет претендовать на проведение Олимпийских игр.

### Азия

#### Китай
Двенадцать городов Китая уже выразили заинтересованность в проведении летних Олимпийских игр 2036 года, в том числе Шанхай, Нанкин и Гуанчжоу (хозяин Азиатских игр 2010 года). В сентябре 2020 года была объявлена заявка городов Чэнду и Чунцин на проведение Игр 2032 или 2036 года.
Также обсуждается совместная заявка города Гуандун и двух специальных зон — Гонконга и Макао.
Тайваньский политик Чэнь Чих-Чунг предложил кандидатуру города Гаосюн. Гаосюн уже принимал Всемирные игры в 2009 году.

#### Гуджарат
Индия уже выражала заинтересованность в проведении Игр 2032 года, но решила перенести возможную заявку на 2036 год.
В городе Ахмадабад штата Гуджарат планируется построить спортивный комплекс, который сможет принимать все виды спорта, как сообщил в своем интервью министр спорта Индии Амит Шах. В октябре 2021 г. президент Олимпийского комитета Индии подтвердил, что ведутся переговоры с МОК о проведении Игр 2036 года. Также стало известно, что в случае принятия заявки стадион имени Нарендры Моди будет использоваться для проведения церемоний открытия и закрытия Игр. 28 декабря 2022 года министр спорта Индии Анураг Тхакур объявил, что график проведения Игр будет представлен на сессии МОК в сентябре. Олимпийский комитет Индии ведет переговоры с МОК о проведении Игр в 2036 году.

#### Катар / Доха
В апреле 2022 года было объявлено о переговорах между президентом МОК Томасом Бахом и эмиром Катара Тамимом ибн Хамадом Аль Тани о проведении Игр 2036 года в Дохе.
Во время проведения Чемпионата мира по футболу 2022 года стало известно, что Катар заинтересован в проведении летних Олимпийских игр. Катар уже подавал заявки на проведение летних Олимпийских игр в 2016 и 2020 годах, но не смог выиграть у Рио-де-Жанейро и Токио. В случае победы Катара Игры, скорее всего, были бы перенесены на осень. В последний раз так было в Сиднее в 2000 году, где Игры начались в середине сентября.

#### Южная Корея
18 октября 2022 года президент Олимпийского комитета Южной Кореи заявил, что ведутся переговоры о возможной заявке городов Сеул и Пусан.

### Северная Америка
3 февраля 2021 г. газета Journal de Montreal сообщила, что Олимпийский комитет Канады изучает возможность совместной заявки городов Монреаль и Торонто. Монреаль ранее принимал Игры 1976 года, а Торонто — Панамериканские игры 2015 года.

## Отозванные/не поданные заявки
В феврале 2019 года мэр Лондона Садик Хан объявил о заинтересованности в совместной заявке нескольких крупных городов на проведение летних Игр 2036 г. Ранее Лондон принимал Игры 1908, 1948 и 2012 гг. Бирмингем и Манчестер несколько раз безуспешно подавали заявки на проведение Игр. 13 августа 2021 года Сергей Лавров предложил провести Олимпийские игры либо в Санкт-Петербурге либо в Казани, а чуть позже Владимир Путин предложил провести Олимпийские игры во Владивостоке, но из-за вторжения России на Украину МОК запретил России проведение Олимпийских игр в 2036 году. 20 июля 2022 года было объявлено, что между Британской олимпийской ассоциацией и МОК прошли переговоры о возможной заявке на Игры 2036 или 2040 гг. 30 января 2023 г. Садик Хан в своем интервью заявил, что они сосредоточатся на заявке на 2040 г.